# Sebastián Miranda y Pérez-Herce

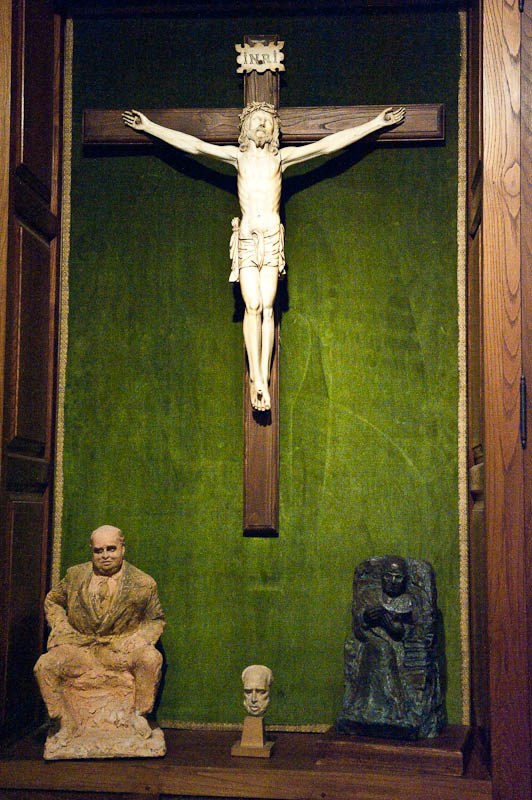
Petites escultures de terracota de Sebastián Miranda, baix un Crist filipí d'ivori, en la Casa Museu de Tudanca.

Sebastián Miranda y Pérez-Herce (Oviedo, 7 de juliol de 1885 - Madrid, 19 d'octubre de 1975) fou un escultor asturià. Després d'assistir a l'escola en Oviedo, entrà a l'Institut Politècnic de Bingen am Rhein d'Alemanya. En tornar a Espanya, estudià Dret en la Universitat d'Oviedo. El 1908, viatjà per Europa. Passà dos anys en París, on es formà en escultura amb el mestre escultor espanyol Luis Périnat, diplomàtic en la capital francesa. Freqüentà l'entorn artístic de Montmartre. Posteriorment passà dos anys en l'Acadèmia de Belles Arts de Roma. El 1914, tornà a Espanya a causa de la Primera Guerra Mundial. El 1921, Sebastián Miranda tornà a París i Itàlia. Tingué el seu primer èxit en una exposició en el Museu d'Art Modern, en el que vengué totes les seves obres exposades. El museu Casa natal de Jovellanos de Gijón, presenta la seva obra més important, Retablo del Mar, que representa escenes de la populosa llotja de Gijón, tallades en una taula de fusta. S'especialitzà en la fabricació de bustos i la representació de toreros, ja que la seva segona passió foren les corregudes de bous. També esculpí dones amb xiquets, gitanos, persones majors, etc.

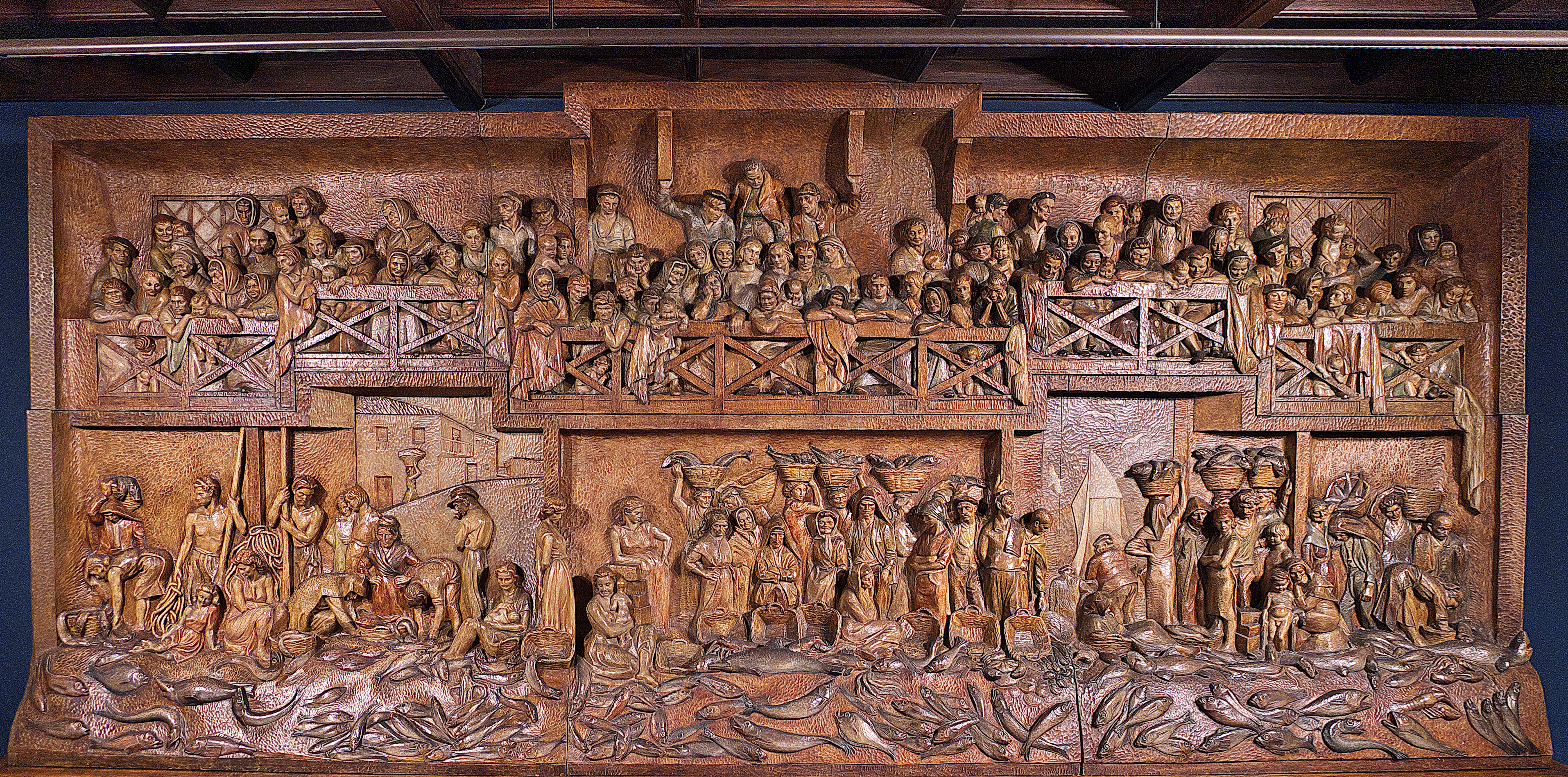
Retablo del Mar (1931-1933)

## Escultura urbana en Oviedo
La ciutat d'Oviedo té als sus calles almenys cinc obres d'aquest autor, malgrat que una d'elles és una rèplica. La temàtica d'aquestes escultures és variada i la seua inauguració en els carrers de la ciutat és, sovint posterior a la mort de l'autor. L'Ajuntament d'Oviedo comprà els drets d'un nombre d'escultures de Sebastián Miranda, cosa que li ha permés realitzar còpies de les mateixes amb el pas del temps, per anar ubicat-les als carrer ovetensos. Podem destacar:
- "La Encarna amb chiquilín", inaugurada el 1955.[1]
- "Concert gitano", inaugurada el 1999.[1]
- "La peixatera", inaugurada el 2005.[1]
- "La gitana", inaugurada el 2005.[1]
- "La Maternitat", inaugurada el 2010.[1]